# Mai 1914

## Événements
- Indonésie[1] : constitution de l’Union social-démocrate indonésienne, sous l’influence des socialistes néerlandais, dont particulièrement Henk Sneevliet.

- 10 mai : Blaise Diagne (Sénégal) devient le premier député Africain à la Chambre des députés en France.
- 17 mai : Victoire de l'Union-Saint-Giloise en coupe de Belgique (Victoire contre le FC Brugeois 4 buts à 1).

- 19 mai : instruction obligatoire jusqu’à 14 ans en Belgique.

- 20 mai : le général allemand Moltke demande à la Wilhelmstrasse de faire des préparatifs politico-militaires en vue d’une guerre préventive contre la Russie et la France.

- 25 mai : Louis-Nazaire Bégin est nommé cardinal.

- 29 mai : naufrage du Empress of Ireland près de Rimouski.

- 30 mai : l'épreuve des 500 miles d'Indianapolis est pour la deuxième année consécutive remportée par un Français, René Thomas sur une Delage. Il est le dernier Français en date à s'y être imposé.

- 31 mai : Grand Prix automobile de Russie.

## Naissances
- 8 mai :
  - Maurice Aubert, géologue français († 8 décembre 2005).
  - Romain Gary, écrivain français († 2 décembre 1980).
- 9 mai : 
  - Carlo Maria Giulini, chef d'orchestre italien († 14 juin 2005).
  - Hank Snow, chanteur et guitariste († 20 décembre 1999).
- 10 mai : André Oleffe, homme politique belge († 18 août 1975).
- 11 mai : Haroun Tazieff, géologue et volcanologue français († 2 février 1998).
- 15 mai : Angus MacLean, premier ministre de l'Île-du-Prince-Édouard († 15 février 2000).
- 18 mai : Pierre Balmain, couturier français. († 29 juin 1982)
- 21 mai : Jean Vimenet, peintre français († 26 mai 1999).
- 24 mai : 
  - George Tabori (György Tábori), scénariste, acteur et réalisateur hongrois († 23 juillet 2007).
  - Lilli Palmer, actrice allemande († 27 janvier 1986).
- 28 mai : Hubert Faure, Militaire français († 17 avril 2021).
- 29 mai : Dino Ferrari, peintre italien († 15 septembre 2000).
- 31 mai : Barbara Issakides, pianiste et résistante autrichienne au nazisme († 29 août 2011).

## Décès
- 1er mai : Jerônimo José Telles Júnior, peintre et homme politique brésilien (° 2 août 1851).
- 2 mai : John Campbell, gouverneur général du Canada.
- 9 mai : Paul Héroult, scientifique français (° 1863).